# Triler u Manili
Thrilla in Manila (prijevod s engleskog: "Triler u Manili" ili "Uzbuđenje u Manili") je naziv za znameniti boksački meč između američkog prvaka u teškog kategoriji Muhammada Alija i njegovog izazivača Joea Fraziera, održanog 1. listopada 1975. u filipinskoj prijestolnici Manili. U njemu je Ali, nakon izuzetno teške i iscrpljujuće borbe, odnio pobjedu u 14. rundi kada su liječnici, zabrinuti zbog Frazierovih ozljeda, prekinuli meč. Triler u Manili predstavljao je treći i posljednji meč kojim je završena dugogodišnja borba za prestiž između Alija i Fraziera, kao i jedan od najvećih sportskih i medijskih događaja u tadašnjem svijetu, odnosno jedan od najpoznatijih boksačkih mečeva u povijesti uopće.
Meč je održan u Manili nakon što je menadžer Don King prihvatio sugestiju tadašnjeg filipinskog predsjednika Ferdinanda Marcosa da se održi u njegovoj zemlji; Marcos je time nastojao promovirati svoj režim, odnosno stvoriti pozitivan publicitet s obzirom na kritike da Filipine vodi na autoritarni način.

## Vanjske poveznice
- "Ali-Frazier fight extracts dreadful price" Reuters UK via redOrbit
- "CENTURY'S BEST: 'Lawdy, Lawdy, He's Great'" Sports Illustrated  Arhivirana inačica izvorne stranice od 24. srpnja 2013. (Wayback Machine)
- "For Ali, What Price the Thriller in Manila?" The New York Times
- Best scenes mix on YouTube
- Ian Palmer's SportsXpress article on The Thrilla in Manila[neaktivna poveznica]